# Radij
Za geometrijski pomen pojma glej »polmer«.
Radij je kemični element s simbolom Ra in atomskim številom 88. Je šesti element v skupini 2 periodnega sistema, znani tudi kot zemeljskoalkalijske kovine. Čisti radij je srebrno bel, vendar ob izpostavljenosti zraku zlahka reagira z dušikom (in ne s kisikom), pri čemer tvori črno površinsko plast radijevega nitrida (Ra3 N2). Vsi izotopi radija so zelo radioaktivni, najstabilnejši izotop pa je radij-226, ki ima razpolovno dobo 1600 let in razpade v plin radon (natančneje v izotop radon-222). Med razpadanjem lahko razpadni produkti vzbujajo fluorescentne snovi in povzročijo radioluminiscenco .
Radij sta odkrila Marie in Pierre Curie leta 1898 v obliki radiijevega klorida v rudi, izkopani v Jáchymovu (Joachimsthal) v Rudogorju (Erzgebirge). Marie Curie in André-Louis Debierne sta radij v svoji kovinski obliki izolirala z elektrolizo radijevega klorida leta 1911. 
V naravi radij najdemo v uranu in (v manjši meri) v torijevih rudah v obliki sledov, da na tono uraninita pride ne več kot sedmina grama snovi. Radij ni potreben za žive organizme in škodljivi vplivi na zdravje so verjetni zaradi njegove radioaktivnosti in kemijske reaktivnosti. Razen uporabe v jedrski medicini, radij trenutno nima komercialne uporabe; prej so ga uporabljali kot radioaktivni vir za radioluminiscentne naprave in tudi kot čudežno zdravilo zaradi njegovih domnevnih zdravilnih moči. Danes te nekdanje aplikacije niso več v modi, ker je strupenost radija postala znana. V radioluminiscentnih napravah se namesto njega uporabljajo manj nevarni izotopi.

## Izotopi
Radij ima 33 znanih izotopov z masnimi številkami od 202 do 234: vsi so radioaktivni.  Štirje od teh - 223Ra ( razpolovna doba 11.4 dni), 224Ra (3.64 dni), 226Ra (1600 let) in 228Ra (5,75 leta) - se naravno pojavljajo v razpadnih verigah prvotnega torija -232, urana-235 in urana-238 ( 223Ra iz urana-235, 226Ra iz urana-238 in druga dva iz torija-232). Ti izotopi imajo kljub temu razpolovne dobe prekratke, da bi bili prvotni radionuklidi in v naravi obstajajo le iz teh razpadnih verig.  Skupaj z večinoma umetnim  225Ra (15 d), ki se v naravi pojavlja le kot produkt razpada sledi 237Np,  je to pet najstabilnejših izotopov radija. Vsi drugi znani radijevi izotopi imajo razpolovne dobe manj kot dve uri, večina manj kot minuto.  Poročali so o najmanj 12 jedrskih izomerih; najbolj stabilen med njimi je radij-205m, z razpolovno dobo med 130 in 230 milisekundami;kar je še vedno manj od štiriindvajsetih izotopov radija v osnovnem stanju. 
V zgodnji zgodovini preučevanja radioaktivnosti so različni naravni izotopi radija dobivali različna imena. V tej shemi so 223Ra poimenovali aktinij X (AcX), 224Ra torij X (ThX), 226Ra radij (Ra) in 228Ra mezotorij 1 (MsTh 1 ).  Ko so ugotovili, da so vsi to izotopi istega elementa, številna od teh imen niso več uporabljali, izraz "radij" pa se nanaša na vse izotope, ne le na 226Ra. Nekateri produkti razpada radija-226 so prejeli zgodovinska imena, vključno z "radijem", od radija A do radija G, s črko, ki prikazuje približno, kako daleč so v verigi  226Ra. 

## Pojavnost
Vsi izotopi radija imajo razpolovne dobe veliko krajše od starosti Zemlje, tako da bi vsak prvotni radij že zdavnaj razpadel. Kljub temu se radij še vedno pojavlja v okolju, saj so izotopi 223Ra, 224Ra, 226Ra in 228Ra del razpadnih verig naravnih izotopov torija in urana; ki imata zelo dolg razpolovni čas, tako da s svojim lastnim razpadom svoje potomce nenehno obnavljata.  Od teh štirih izotopov je najbolj dolgoživ 226Ra (razpolovna doba 1600 let), ki je produkt razpada naravnega urana. Zaradi relativne dolgoživosti je 226Ra najpogostejši izotop elementa, ki predstavlja približno en del na bilijon zemeljske skorje; v bistvu je ves naravni element  226Ra.  Tako se radij v majhnih količinah nahaja v uranovi rudi uraninitu in raznih drugih uranovih mineralih, v še manjših količinah pa v rudninah torija. Ena tona črne smole običajno da približno sedmino grama radija.  En kilogram zemeljske skorje vsebuje približno 900 pikogramov radija in en liter morske vode približno 89 femtogrami radija. 

## Zgodovina
Marie Sklodowska-Curie in njen mož Pierre Curie sta radij odkrila 21. decembra 1898 v vzorcu uraninita (črne smole) iz Jáchymova (Joachimsthal).  Med predhodnimi raziskavami sta zakonca Curie iz rude odstranila uran in ugotovila, da je preostanek še vedno radioaktiven. Julija 1898 sta med študijem črne smole izolirali element, podoben bizmutu, za katerega se je izkazalo, da je polonij. Nato sta izolirala radioaktivno zmes, večinoma iz dveh komponent: spojine barija, ki je oddajala v plamenu briljantno zeleno barvo, in neznane radioaktivne spojine s karminskimi spektralnimi črtami, ki dotlej še nikoli niso bile dokumentirane. Curieja sta ugotovila, da so radioaktivne spojine zelo podobne barijevim spojinam, le da so manj topne. To jima je omogočilo izolacijo radioaktivnih spojin in odkritje novega elementa v njih. Odkritje je bilo objavljeno v i Francoski akademiji znanosti 26. decembra 1898.   Poimenovanje radija izvira iz približno leta 1899 kot priznanje moči radija, da oddaja energijo v obliki žarkov (radius = latinsko žarek)   
Septembra 1910, Marie Curie in André-Louis Debierne sporočila, da so imeli izolirano radij kot čista kovine skozi elektrolizo raztopine čistega radija klorida (RaCl2) z uporabo živosrebrne katode, pri kateri je nastal amalgam radija-živega srebra  Ta amalgam se nato segreva v vodikovi atmosferi, kar odstrani živo srebro in pusti čisti kovinski radij.  Kasneje istega leta je E. Eoler izoliral radij s toplotno razgradnjo njegovega azida, Ra (N3)2. 
Običajna zgodovinska enota za radioaktivnost, curie, temelji na radioaktivnosti 226Ra. 